# オールアバウト
株式会社オールアバウト（英: All About, Inc.）は、東京都渋谷区に本社を置き、総合情報サイト「All About」などを運営する日本の企業。

## 概要
「All About」とは、約1,300のテーマごとに、専門の知識や経験を持つと株式会社オールアバウトが独自に判断した人物が寄稿する記事を掲載する総合情報サイトである。
運営会社の株式会社オールアバウトは、上記の「All About」を中心に、ニュースサイト「All About News」や訪日外国人向けサイト「All About Japan」、ベストが見つかるおすすめ情報メディア「Best One」など、国内外向けメディアを展開。インターネット広告事業では編集型広告（エディトリアル広告）や、コンテンツマーケティングプラットフォーム「All About PrimeAd（プライムアド）」を展開している。

## 歴史
- 1993年3月 - 株式会社リクルート（現：株式会社リクルートホールディングス）の就職情報誌を中心とした販売代理業として東京都八王子市に株式会社リクルートエリアネット西東京を設立。
- 1994年4月 - 商号を株式会社西東京リクルートとし、本社を東京都武蔵野市へ移転。
- 2000年3月 - 2000年3月期を以て就職情報誌の販売代理業から撤退し、休眠状態となる。
- 2000年6月 - 商号を株式会社リクルート・アバウトドットコム・ジャパンとし、本社を東京都渋谷区東へ移転。About.com Inc.社（現：Dotdash Meredith）の資本参加により、インターネット情報サービス業として事業開始
- 2001年2月15日 - 情報発見サイト「All About Japan（http://allabout.co.jp）」をオープンし、インターネット情報サービスを開始
- 2004年7月 - 商号を株式会社オールアバウトとし、本社を東京都渋谷区恵比寿へ移転
- 2004年9月 - ヤフー株式会社と資本提携
- 2004年10月 - 「All About Japan」のサービス名を「All About」へ変更
- 2005年5月 - ライフスタイル提案型オンラインショッピング事業「スタイルストア事業」（現：スタイルストア）を開始
- 2005年9月 - ジャスダック証券取引所に株式を上場
- 2005年11月 - 専門家マッチングサービス「プロファイル事業」（現：専門家プロファイル）を開始
- 2006年8月 - 金融サービス事業の株式会社オールアバウトフィナンシャルサービスを子会社として設立
- 2007年4月 - 株式会社リクルートより、金融情報誌「あるじゃん」にかかる事業を譲受け[1]
- 2007年9月 - 雑誌「zino」の発行、ウェブサイト「＠zino」の運営を行う株式会社KI&Company（2008年4月事業撤退）を子会社化[2]
- 2009年3月 - 株式会社オールアバウトフィナンシャルサービスの全株式を譲渡
- 2010年4月 - ジャスダック証券取引所と大阪証券取引所の合併に伴い、大阪証券取引所JASDAQに上場
- 2011年4月 - 専門家ビジネスを分社化し、株式会社オールアバウトエンファクトリー（現：株式会社エンファクトリー）を設立
- 2011年12月 - 大日本印刷と資本・業務提携契約を締結。リクルート及びヤフーが各々の保有する株式の一部（発行済株式の32.07％）が大日本印刷に譲渡され大日本印刷が筆頭株主となった。同時に株式会社リクルート（現：株式会社リクルートホールディングス）の子会社の子会社から持分法適用会社に移行[3][4]。
- 2012年1月 - 金融情報誌「あるじゃん」を休刊し、金融情報誌事業を休止[5][6]
- 2012年3月 - 株式会社ルーク19（現：株式会社オールアバウトライフマーケティングへ）を子会社化
- 2012年9月 - 株式会社コロネット（現：株式会社オールアバウトライフワークス）を子会社化
- 2012年11月 - 株式会社オールアバウトエンファクトリー（現：株式会社エンファクトリー）の株式の一部を株式会社イードへ売却し、持分法適用会社化
- 2013年3月 - 株式会社オールアバウトエンファクトリー（現：株式会社エンファクトリー）の株式を追加売却し、持分法適用の範囲から除外
- 2013年4月 - 子会社である株式会社ルーク19が、株式会社オールアバウトライフマーケティングへ社名変更
- 2013年7月 - 大阪証券取引所の現物市場の東京証券取引所への統合に伴い、東京証券取引所JASDAQ（スタンダード）に上場
- 2014年4月 - 株式会社オールアバウトナビを設立
- 2014年4月 - 子会社である株式会社コロネットが、株式会社オールアバウトライフワークスへ社名変更
- 2014年4月 - 合同会社カーコンマーケットを設立
- 2014年7月 - 連結子会社である株式会社オールアバウトライフマーケティングが有限会社シャンディー（後：有限会社オールアバウトリカーサービス）の全株式を取得したことにより、同社を子会社化
- 2015年2月 - ファイブスターズゲーム株式会社を子会社化[7]
- 2015年7月 - ディー・エル・マーケット株式会社を子会社化[8]
- 2015年10月 - 株式会社オールアバウトライフマーケティングが有限会社オールアバウトリカーサービスを吸収合併
- 2017年3月 - 日本テレビと資本・業務提携契約を締結[9]。
- 2017年5月 - 株式会社オールアバウトライフマーケティングが、女性向けファッションECサイト「MUSE＆Co.」を運営するミューズコー株式会社（現：株式会社LMサービス.）を子会社化[10]
- 2017年5月 - 株式会社カーコンマーケットの全ての所有株式をカーコンビニ倶楽部株式会社へ譲渡し、合弁契約を解消
- 2018年5月 - NTTドコモと資本・業務提携契約を締結[11]。
- 2018年5月 - ファイブスターズゲーム株式会社の全ての所有株式を譲渡
- 2019年6月 - ディー・エル・マーケット株式会社が運営するマーケットプレイス事業「DLmarket」の運営を終了し事業撤退
- 2020年7月 - 株式会社オールアバウトライフマーケティングが、株式会社NTTドコモとの協業による総合通販サイト「ｄショッピング」の企画・運営を開始[12]。
- 2021年4月 - 株式会社オールアバウトパートナーズを設立
- 2022年1月 - ディー・エル・マーケット株式会社を清算
- 2022年4月 - 東京証券取引所の市場区分の見直しにより、東京証券取引所JASDAQ（スタンダード）からスタンダード市場に移行
- 2024年3月 - 株式会社オールアバウトライフワークスを清算
- 2025年5月 - 株式会社みらいバンクを子会社化

## 子会社
- 株式会社オールアバウトライフマーケティング
  - 2004年11月 - 株式会社ルーク19を設立。
  - 2005年8月 - 「サンプル百貨店」サービス開始。
  - 2006年2月 - 新サービス「リアルサンプリングプロモーション（RSP）」を開始。
  - 2009年8月 - 新サービス「ちょっプル」を開始。
  - 2011年9月 - 株式会社オールアバウトと資本業務提携。
  - 2012年3月 - 株式会社オールアバウトの連結子会社化。
  - 2013年4月 - 株式会社オールアバウトライフマーケティングに商号変更。
  - 2017年5月 - 女性向けファッションECサイト「MUSE＆Co.」を運営するミューズコーを子会社化
  - 2017年8月 - 日本テレビとの合弁会社、日テレ・ライフマーケティング株式会社を設立
  - 2018年12月 - ミューズコーを吸収分割

主に30～40代の、購買意欲が高く、商品の動向に敏感な主婦・OLを中心とした会員を有する日本最大級のサンプリングサービス「サンプル百貨店」を運営。
- 株式会社オールアバウトナビ

2013年10月設立。世界初のFacebook公認ナビゲーションサイト「Facebook navi」やコラムメディア「citrus」、Twitterナビゲーションサイト「ツイナビ」、”チル”をテーマにした新感覚SNS動画メディア「チルテレ」などを運営。

### かつての子会社
- 株式会社オールアバウトフィナンシャルサービス - 2009年（平成21年）3月に全株式をフィリップキャピタルに譲渡。
- 株式会社オールアバウトエンファクトリー（現：株式会社エンファクトリー）
- ファイブスターズゲーム株式会社 - 連結子会社だったが、2018年5月に譲渡。
- 株式会社オールアバウトライフワークス